# Кеннет, Дуглас
Дуглас Кеннет (англ. Douglas J. Kennett) — американский археолог, антрополог, специалист в области экологической археологии и экологической антропологии. Доктор философии (1998).
Профессор антропологии Калифорнийского университета в Санта-Барбаре, прежде заведующий кафедрой в Университете штата Пенсильвания.

## Биография
Сын морского геолога и океанографа Джеймса Кеннетта.
В Калифорнийском университете в Санта-Барбаре получил степени бакалавра (1990), магистра (1994) и доктора философии (1998) — все три по антропологии. Член Sigma Xi (2003). С 1998 года исследовательский ассоциат антропологического департамента Santa Barbara Museum of Natural History, и с 2013 года полностью аналогично — Американского музея естественной истории.
Сотрудничал с Дэвидом Райхом из Гарварда. Являлся членом редколлегии журнала American Antiquity. Соредактор Behavioral Ecology and the Transition to Agriculture.
Публиковался в Science и Nature, Nature Communications, Nature Ecology and Evolution, Proceedings of the National Academy of Sciences.